# Dieter Rüdiger (Psychologe)

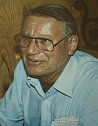
Dieter Rüdiger (1990)

Dieter Rüdiger (* 25. Juli 1924 in Berlin; † 12. Januar 1999 in Regensburg) war ein deutscher Psychologe und Professor für Psychologie an der Universität Regensburg.

## Leben
Er wurde in Berlin-Lichterfelde als Sohn des Ministerialdirektors Hans Rüdiger und seiner Ehefrau Käthe, geb. Schneider, geboren. Nach dem Besuch der Volksschule in Berlin-Mariendorf (1931–1935), folgte die Oberrealschule (1935–1937) in Berlin-Steglitz, dann in Oppeln (1937–1941) und schließlich wieder in Berlin-Steglitz (1941–1942). 1942 wurde er zum Kriegsdienst einberufen, 1942–1945 war er bei der Kriegsmarine, zuletzt als Leutnant zur See. 1945 bis 1946 besuchte er den Abiturientenkurs zur Ausbildung von Volksschullehrern in Regensburg. Es folgte ab 1950 ein Studium der Fächer, Pädagogik, Philosophie und Germanistik an der Philosophisch-Theologischen Hochschule Regensburg sowie ab 1952 das Studium von Psychologie, Pädagogik und Anthropologie an der Universität München. Hier legte er 1955 die Diplomprüfung in Psychologie ab, 1956 folgte die Promotion im Fach Pädagogik mit den Nebenfächern Psychologie und Anthropologie an der Universität München. Die Habilitation für des Fach Psychologie fand 1968 an der Philosophischen Fakultät der Universität Salzburg statt; im gleichen Jahr folgte nach Ablehnung von Rufen an die Pädagogischen Hochschulen Vechta und die Freiburg der Ruf auf den Lehrstuhl für Psychologie an der Pädagogischen Hochschule Regensburg der Universität München. 1971 folgte die Umhabilitation im Fach Psychologie an der Universität Regensburg. Mit der Integration der Pädagogischen Hochschule in die Universität Regensburg war er seit 1972 bis 1990 Inhaber eines Lehrstuhls für Psychologie der Universität Regensburg. 1982 bis 1984 war er Mitglied des Senats der Universität Regensburg.

## Privates
Er war seit dem 14. August 1954 verheiratet mit Luise, geb. Zimmermann. Aus der Ehe stammte eine Tochter.

## Werk
Die Arbeitsschwerpunkte von Dieter Rüdiger bezogen sich auf die Pädagogische Psychologie (Analyse unterrichtlicher Problemsituationen, „Echtheit“ der Lehrerpersönlichkeit, Frühlesen, Aspekte der Montessori-Pädagogik), die Pädagogisch-psychologische Diagnostik (Prozessdiagnostik, Lernfähigkeitstests und diagnosegeleitete individualisierte Lernförderung, Einschulungs- und Schulfähigkeitsdiagnostik), die Gesundheitspsychologie (psychosoziale Genese ausgewählter körperlicher Erkrankungen, Entwicklung krankheitsspezifischer Präventions- und Interventionsmethoden) und die Umweltpsychologie (Psychologie umweltverantwortlichen Handelns).
Für die Ausbildung zur Beratungslehrkraft wirkte er mit seinen Mitarbeitern seit seiner Berufung in den Wissenschaftlichen Beirat des Deutschen Instituts für Fernstudien (DIFF an der Universität Tübingen) bei der Erstellung eines Fernstudienlehrgangs mit, dabei entwickelte diese Gruppe ab 1975 maßgebliche Basiskonzepte und Studientexte für die „Ausbildung zum Beratungslehrer“. Diese Konzepte hat er auch in zahlreiche Weiterbildungsveranstaltungen an der Akademie für Lehrerfortbildung und Personalführung in Dillingen eingebracht.
Im Projekt „Institutionalisiertes Frühlesen und seine Entwicklungsauswirkungen“ (1968–1972) wurden wahrnehmungspsychologische Experimentalstudien zum Leselernprozess zur vorschulischen Entwicklung und Entwicklungsförderung durchgeführt. Es folgte dann das Projekt „Curriculum elementare Leseerziehung“ (CELE) im Rahmen des Großprojektes „Curriculum institutionalisierte Elementarerziehung“ (CIEL) der Stiftung Volkswagenwerk. Mittelbar entstand aus diesen Aktivitäten auch das bayerische Staatsinstitut für Frühpädagogik. Ebenso entstand daraus das Regensburger Leselern-Modell mit den Phasen „Lesen vorbereiten im Vorschuljahr“ (wahrnehmungsakustische und -optische, kognitive, sprachliche, motivationale und soziale Lernziele unter Einbezug von Erzählgut und Kinderliteratur) und im 1. Schuljahr das „Lesen lernen - Regensburger Modell“ (individualisiertes Vorgehen, konsequente diagnosegeleitete Lernwegdifferenzierung und permanente Lernerfolgskontrollen mit speziell konstruierten Lehrzieltests). Die Effektivität wurde mittels komparativer Längsschnittstudien in Bezug auf Schullaufbahn-, Förderungs-, Schulleistungs- und Testdaten erfasst.

## Ehrungen
- 1989 Verleihung des Bundesverdienstkreuzes am Bande für seine Verdienste bei der Entwicklung der Beratungslehrersystems in Bayern

## Publikationen (Auswahl)
Monographien
- gem. m. Maria Grimm, Dieter Marenbach und Norbert Marcinkowski: Lesen lernen mit Habakuk. Regensburger Modell. Schülerbuch.  Diesterweg, Braunschweig 1989, ISBN 978-3-87137-033-5.
- gem. m.  C. Marenbach & Norbert Marcinkowski: Lies mit Habakuk - Ein Unterrichtswerk mit Schülerbuch, Lehrerhandbuch, Arbeitsheft, Lernzielkontrollen und weiteren Lehr/Lernmitteln. Diesterweg, Frankfurt/M. 1990, ISBN 978-3-425-01056-4.
- gem. m.  Maria Grimm, Dieter Marenbach, C. Marenbach und Norbert Marcinkowski (1992): „Spiel mit Habakuk“. Spielekiste zum Leselernwerk „Lies mit Habakuk“. Diesterweg, Frankfurt/M. 1990.
- gem. m. Adam Kormann und Helmut Peez: Schuleintritt und Schulfähigkeit. Zur Theorie und Praxis der Einschulung. UTB für Wissenschaft, München 1976, ISBN 978-3-497-00747-9.

Herausgeberwerke
- gem. m. Meinrad Perrez (Hrsg.): Anthropologische Aspekte der Psychologie. Festschrift für Wilhelm J. Revers.  Salzburg 1979.
- gem. m.  W. Nöldner, D. Haug, & E. Kopp, (Hrsg.): Gesundheitspsychologie - Konzepte und empirische Beiträge. Förderung von Gesundheit und Bewältigung von Krankheit.  Roderer Verlag, Regensburg 1989.

Zeitschriftenartikel und Buchbeiträge
- Postulate und Prinzipien der Montessori-Pädagogik - beispielhaft dargestellt in ihren Bezügen zu klassischen und aktuellen Konzepten der Pädagogik und Psychologie. In W. Harth-Peter (Hrsg.): Kinder sind anders - Montessori-Kongress 1995. Würzburg 1996. S. 85–102.
- Gesundheit als Daseinsqualität des älteren Menschen. Natur und Ganzheitsmedizin,1990, 3, S. 194–200.
- Freiarbeit in der Grundschule. Das Kind, 1990, 7, S. 24–39.
- Prozeßdiagnostik. In H. Schiefele & A. Krapp (Hrsg.): Handlexikon der pädagogischen Psychologie. Reinhardt, München 1981, S. 289–293.
- Stichwörter „Beratung“, „Heilpädagogik“, „Leistung – Schulleistung“, „Leistungsbeurteilung – Schulleistungsbeurteilung“, „Lerntheorien“, „Schulreife“. In K. E. Maier (Hrsg.): Pädagogisches Taschenlexikon. Regensburg 1978.
- Der Beitrag der Psychologie zur Theorie des Gewissens und der Gewissensbildung. In J. Blühdorn (Hrsg.): Das Gewissen in der Diskussion. Darmstadt 1976. S. 461–487.
- Institutionalisiertes „Frühlesen“ und seine Entwicklungsauswirkungen. Zeitschrift für Entwicklungspsychologie und Pädagogische Psychologie, 1974, 3.
- Psychologische Forschung und pädagogische Fragestellung. In H. Debl (Hrsg.): Die Pädagogik im Dialog mit ihren Grenzwissenschaften. München 1971, S. 215–260.